# گریال دروغین
گریال دروغین (نام علمی: Tomistoma schlegelii) نام یک گونه از تیره تمساح‌پوزه‌باریکان است.